# (30810) 1990 FM
(30810) 1990 FM est un astéroïde de la ceinture principale d'astéroïdes découvert en 1990.

## Description
(30810) 1990 FM a été découvert le 23 mars 1990 à l'observatoire Palomar, situé au nord de San Diego en Californie, par Eleanor Francis Helin.

### Caractéristiques orbitales
L'orbite de cet astéroïde est caractérisée par un demi-grand axe de 2,73 ua, un périhélie de 1,95 ua, une excentricité de 0,29 et une inclinaison de 17,95° par rapport à l'écliptique. Du fait de ces caractéristiques, à savoir un demi-grand axe compris entre 2 et 3,2 ua et un périhélie supérieur à 1,666 ua, il est classé, selon la JPL Small-Body Database, comme objet de la ceinture principale d'astéroïdes.

### Caractéristiques physiques
(30810) 1990 FM a une magnitude absolue (H) de 13,5 et un albédo estimé à 0,119.